# Bièvres (Ardennes)
Bièvres település Franciaországban, Ardennes megyében. Lakosainak száma 46 fő (2022. január 1.). Bièvres La Ferté-sur-Chiers, Margut, Signy-Montlibert, Brouennes, Chauvency-Saint-Hubert, Lamouilly és Thonne-le-Thil községekkel határos.

## Népesség
A település népességének változása:
| Lakosok száma | 119  | 87   | 75   | 67   | 55   | 51   | 49   | 46   | 46   | 46   |
|               | 1968 | 1982 | 1990 | 2006 | 2013 | 2015 | 2017 | 2019 | 2020 | 2022 |